# Laurent Aké Assi
Laurent Ake Assi (10 de agosto de 1931 en Agboville - 14 de enero de 2014 en Abiyán) fue un botánico costamarfileño.

## Vida y obra
Creciendo como el hijo de un ingeniero forestal, vino como asistente de campo e intérprete en contacto con el botánico francés George Marie Mangenot. Después de estudiar en París, en el Museo Nacional de Historia Natural de Francia y en la Sorbona, regresa a defender su tesis doctoral en 1961 a Costa de Marfil.
Fue profesor de botánica en la École du forestière Banco d'Abidjan, fundaron el Jardín Botánico de la Universidad de Cocody y el Herbario del Centro Nacional florística. Su "Flore de la Côte d'Ivoire" aparece en los años 2001 y 2002 en dos volúmenes.

## Honores

### Eponimia
Género
- Akeassia (Asteraceae)

Especies
- Borassus akeassii (Arecaceae)
- Crotonogynopsis akeassii (Euphorbiaceae)
- Pandanus akeassii (Pandanaceae)
- Pavetta akeassii (Rubiaceae)
- Tristemma akeassii (Melastomataceae)
- Amorphophallus abyssinicus subsp. akeassii (Araceae)

Variedad
- Salacia columna var. akeassii
- La abreviatura «Ake Assi» se emplea para indicar a Laurent Aké Assi como autoridad en la descripción y clasificación científica de los vegetales.[1]